# Königliche Akademie der Gelehrten
Die Königliche Akademie der Gelehrten Spaniens (spanisch: Real Academia de Doctores de España) ist die höchste spanische Wissenschaftsakademie mit interdisziplinärer Ausrichtung und die einzige der Königlichen Nationalakademien, welche in ihrer Arbeit weisungsunabhängig vom Instituto de España agiert. Sie ist, insbesondere aufgrund ihrer interdisziplinären Ausrichtung, nicht zu verwechseln mit der sich ebenso in Madrid befindlichen Königlichen Akademie der Naturwissenschaften (Real Academia de Ciencias Exactas, Físicas y Naturales de España).

## Geschichte
Die Gründung der Königlichen Akademie der Gelehrten Spaniens wurde im Jahre 1920 durch Ignacio Bauer Landauer angestoßen. Sie ging auf seine Initiative hin aus der bereits 1845 gegründeten Außerordentlichen Gelehrtenrats (Claustro extraordinario de Doctores) sowie dem 1915 gegründeten Dekanat und Bund Spanischer Gelehrter (Decanato y la Federación de Doctores Españoles) hervor.
Im Einklang mit ihrer Satzung, lauten die Ziele und Aufgaben der heute wichtigsten Wissenschaftsakademie Spaniens u. a.:
- Leisten eines Beitrags zur Fortentwicklung von Wissenschaft, Literatur, Kunst und der Verbreitung von Kultur.
- Gewährleistung von interdisziplinärer Koordination auf verschiedenen Ebenen.
- Förderung des kulturellen Austauschs und der Beziehungen zwischen wissenschaftlichen Einrichtungen weltweit.
- Förderung der Zusammenarbeit mit anderen Königlichen Akademien sowie mit Körperschaften, Einrichtungen oder Institutionen, deren Ziele Studium, Forschung und Lehre umfassen.
- Beratung von öffentlichen und privaten Einrichtungen, in allen Fragen, die mit Kultur, Wissenschaft und Technologie verbunden sind.

## Organisation
Die Königliche Akademie teilt sich in elf Sektionen auf:
- Theologie,
- Geisteswissenschaften,
- Rechtswissenschaften,
- Medizin,
- Naturwissenschaften,
- Pharmazie,
- Politikwissenschaften und Wirtschaftswissenschaften,
- Ingenieurwissenschaften,
- Architektur und Schöne Künste,
- Veterinärmedizin.

Bei den Mitgliedern der Königlichen Akademie der Gelehrten Spaniens handelt es sich um: Ordentliche Mitglieder (miembros de número), Korrespondenzmitglieder (miembros correspondientes), außerordentliche Mitglieder (miembros supernumerarios) und Ehrenmitglieder (miembros de honor).

## Deutschsprachige Mitglieder
Unter den internationalen Korrespondenzmitglieder lassen sich auch einige deutschsprachige Wissenschaftler finden, so zum Beispiel die katholischen Theologen Gerhard Ludwig Müller, Johannes Stöhr, und Martin Rhonheimer. Zu Lebzeiten waren auch der Nobelpreisträger Albert Einstein und der Physiker Heinrich Kaiser Korrespondenzmitglieder der Königlichen Akademie der Gelehrten Spaniens.